# The Japan Box
Albums de The Beatles
The U.S. Albums
(2014) 1+
(2015)
The Japan Box est une réédition en disque compact et à tirage limité de cinq albums du groupe britannique The Beatles publiés au Japon, sortie mondialement le 25 juin 2014. Originellement parus en 1964 et 1965, ils étaient hors circulation depuis 1987.

## Parution
Les albums japonais des Beatles étaient publiés par le label Odeon, propriété de Toshiba Musical Industries Ltd associée à EMI. Ce boîtier possède les trois premières parutions nippones, exclue la quatrième, Beatles For Sale (publiée le 15 mars 1965 - Odeon OP 7179) identique à l'édition britannique quant à la séquence des chansons et la photo principale, et comprend les deux publications suivantes. Tous ces albums étaient hors circulation depuis 1987. À partir du septième disque, Rubber Soul (15 mars 1966 - Odeon OP 7450), toutes les nouvelles publications des Beatles sont sorties à l'identique des éditions originelles et donc exclues de ce boîtier. À la suite de la visite du groupe en sol nippon en 1966, les deux premiers albums britanniques y ont été réédités mais en arborant une photo différente. Cependant, comme toutes ces chansons avaient déjà été publiées dans les éditions précédentes, elles sont aussi exclues de cette collection.
Le Japon n'a commencé à publier les disques des Beatles qu'en avril 1964. La particularité des éditions japonaises se situe dans le fait que le standard britannique d'avoir quatorze chansons par album est conservé mais qu'on utilise quelques fois les titres et les pochettes des éditions américaines. La séquence des chansons des albums A Hard Day's Night et Help! est identique aux éditions britanniques mais les pochettes sont différentes tandis que la liste des chansons des trois autres albums sont inédits, reprenant l'illustration d'albums américains. Cette collection reprend les mêmes mixages des rééditions en son mono, et stéréo pour A Hard Day's Night, publiés en 2009 par Apple Records à l'exception de l'album Help! où le mixage stéréo est celui effectué par George Martin en 1987 pour la première réédition CD.
Sur la pochette de tous ces disques on peut y lire des textes descriptifs, chaque album possédant une pochette intérieure avec les paroles des chansons écrites en anglais avec les titres originels et en japonais. De plus, la pochette d'origine était entourée d'une bande obi sur laquelle se trouvaient des informations, telles le prix et le numéro de catalogue. Cette bande de papier mince et fragile, généralement détruite par l'acheteur, devient un détail important pour les collectionneurs quant à la valeur du 33 tours d'origine. Cette réédition reproduit ces disques à l'identique mais miniaturisée en format CD, les trois premiers avec des bandes obi moins larges que celles des deux autres. Ces bandes ne sont pas placées sur les disques eux-mêmes mais dans une enveloppe séparée bien que le boîtier soit entouré d'une nouvelle bande. Le design des étiquettes Odeon de l'époque est imprimé sur les disques.
On inclus un livret de 96 pages rédigé en japonais avec de nombreuses images rares et des reproductions des autres parutions nippones, dont les pochettes des vingt-sept singles et huit E.P. originaux. Les paroles traduites en japonais des soixante-neuf chansons y sont incluses. Il contient la transcription d'une conversation entre le premier directeur local des Beatles, Hiroyuki Takashima (ja) (qui travaillait à l'époque chez Toshiba Musical Industries), Rumiko Hoshika (ja), ancienne rédactrice en chef de Music Life qui a couvert les Beatles, et le chercheur/producteur de disques des Beatles, Hitoshi Yukikata (ja), fan du groupe à cette époque. Le livre contient aussi des histoires des coulisses de la promotion des Beatles de 1964 à 1965, des descriptions de chaque album ainsi que l'historique des Beatles.
Outre les autres albums britanniques, le disque documentaire américain The Beatles' Story (5 août 1966 - Odeon OP 7553/4) et les compilations A Collection of Beatles Oldies (5 février 1967 - Odeon OP 8016) et Hey Jude (21 avril 1970 - Apple AP 8940) ont aussi été publiés à l'identique au Japon en plus des singles et EP, dont certains étaient inédits.

## Descriptif des albums et liste des chansons
Toutes les chansons sont écrites par John Lennon et Paul McCartney, sauf indication contraire. Dans les compilations inédites, les publications d'origine des chansons sont marquées par ces symboles :  ƒA ou ƒB, face A ou B de 45 tours; ‡, l'album Please Please Me; ß, l'album With the Beatles; Єᑭ, le maxi Long Tall Sally.

## Page connexe
- Rééditions des disques des Beatles